# Kilikiti
Kilikiti ist eine Variante von Cricket. Die Spielweise stammt ursprünglich aus Samoa, wo englische Missionare den Sport im frühen 19. Jahrhundert eingeführt hatten. Die Spielvariante verbreitete sich in Polynesien und wird mittlerweile weltweit gespielt, wo starke polynesische Gemeinschaften bestehen. Das Spiel ist Nationalsport in Samoa und wird in vielen anderen pazifischen Ländern wettbewerbsmäßig gespielt, unter anderem in Neuseeland und Australien.
Der Name ist die samoanische Form des Wortes Cricket und wird gelegentlich auch „kirikiti“ geschrieben, vor allem im Maori.

## Spielweise

### Ausrüstung
Der Ball wird in diesem Fall aus sehr hartem Gummi und gewickeltem Pandanus hergestellt. Die Spieler tragen keine Bratzen oder Masken, oft sogar nur das Lava-Lava. Die Schläger sind mit traditionellem Sennit umwickelt und haben die Form einer dreiseitigen samoanischen Kriegskeule, der so genannten „lapalapa“, welche aus dem Stiel von Kokospalmwedeln gemacht wird. Schläger werden nach den Wünschen der einzelnen Spieler geformt und können über einen Meter lang sein; Da die Schlagfläche des Schlägers abgewinkelt ist wie beim „Lapalapa“-Schläger und dem Kokosnussstiel, ist die Flugbahn eines geschlagenen Balls äußerst schwer vorherzusagen.

### Regeln
Die Kilikiti-Regeln sind flexibel. Oft werden sie von Spiel zu Spiel von den Spielern festgelegt.
Ähnlichkeiten mit Cricket:
Es gibt eine Schlagmannschaft (Batting Team), eine Feldmannschaft (Fielding Team) und ein Spielfeld (Cricket Pitch, manchmal aus Beton). Beim Bowl wechseln sich zwei Bowler ab, einer an jedem Ende des Spielfelds; dementsprechend gibt es zwei Wicket-Keeper (im Gegensatz zum einzelnen Wicket-Keeper beim ursprünglichen Cricket).
Unterschiede
Es gibt keine Begrenzung der Teamgröße und die Teams bestehen aus allen Teilnehmern, unabhängig von Geschlecht oder Alter. Touristen berichten, dass Fremde oft willkommen sind. Spieler sind typischerweise All-rounder. Ein Kilikiti-Spiel ist eine mehrtägige Gemeinschaftsveranstaltung voller Gesang, Tanz und Festessen. Ganze Dörfer treten gegeneinander an und jeder wird einbezogen, ob als Spieler, Koch oder Zuschauer. Laut einer Quelle besteht die einzige universelle Regel darin, dass die Gastgebermannschaft aufgibt, wenn sie nicht mehr genügend Nahrung bereitstellen kann.
Standardisierung
Die New Zealand Kilikiti Association (NZKA) arbeitet an der Standardisierung der Kilikiti-Regeln. 1999 startete die NZKA das nationales Turnier Supercific Kilikiti Tournament und führte 2001 das internationale World Cup Kilikiti Tournament ein. Die Spiele wurden auf fernsehfreundliche 70 Minuten gekürzt (2 Innings, wobei das erste 30 Minuten lang ist und das zweite die gleiche Anzahl an Bällen wirft wie im ersten Durchgang). Die NZKA hat auch die Wertung von 4ern und 6ern (Boundary 4 or 6 runs) eingeführt.